# King Charles (musicista)
King Charles, nato Charles Costa (Londra, 6 maggio 1985), è un cantante e musicista britannico.

## Biografia
Proveniente dell'Est di Londra, suona la chitarra, il piano e il violoncello. Ha studiato e praticato canto nel coro della sua scuola Ha composto musica sin dall'età di diciassette anni, e nel 2009, ha vinto la "International Songwriting Competition", con voto unanime.
Dopo avere studiato sociologia per due semestri all'Università di Durham, è tornato a Londra nel 2007, ha adottato lo pseudonimo di King Charles e ha formato una band, "Adventure Playground", con cui ha partecipato a tour insieme agli artisti Laura Marling e Noah and the Whale, prima di abbandonarla nel 2008. Ha inoltre fatto tour per il Regno Unito e gli Stati Uniti insieme ai Mumford & Sons.
Dopo aver firmato un contratto con la Universal Republic attraverso la sua etichetta inglese indipendente Mi7 Records, ha registrato il suo album di debutto, Loveblood, a Hollywood, pubblicato l'8 maggio 2012 per l'etichetta discografica Island. Ha poi pubblicato due album per la Buffalo Gang: Gamble for a Rose e Out of My Mind.

## Discografia

### Album in studio
- 2012 - Loveblood
- 2016 - Gamble for a Rose
- 2020 - Out of My Mind

### Singoli
- 2011 - Bam Bam
- 2011 - Love Lust
- 2011 - Ivory Road
- 2012 - Mississipi Isabel
- 2013 - Lov Madiba (feat. Katie Amelia & Shingai Shoniwa)
- 2016 - Loose Change for the Boatman
- 2016 - Gamble for a Rose
- 2016 - Freak
- 2019 - Out of My Mind
- 2019 - Deeper Love
- 2020 - Feel These Heavy Time
- 2021 - Animal
- 2021 - 12345
- 2021 - Oh Mama
- 2022 - A Letter to Her Majesty
- 2022 - We Didn't Start the Fire